# Holcomb (Missouri)
Holcomb – miasto w Stanach Zjednoczonych, w stanie Missouri, w hrabstwie Dunklin.